# 卡通形象
卡通形象（英語：cartoon characters）是指在卡通作品中出场的虚构角色。在廣告設計界中起到促銷作用的卡通形象，也有人稱之為卡通代言人。比较出名的卡通形象则可称之为卡通明星、萌星等。
“卡通”為英语的音譯词，是指图画，包含各種非寫實風格以及超脫現實的圖畫藝術，很多二维手绘风格的贴图、漫画、动画都属于卡通。
“卡通”本来是指以时事或者一个特殊的观念为题材的讽刺漫画。后来则指一种连环漫画，通常是由四幅一组的漫画构成，以描绘一段简单的故事。也有用较多篇幅描绘长篇故事的漫画。现代动画技术发达后更将静态的漫画拍制成连续动作的卡通电影。

## 著名卡通形象经营公司
- 迪士尼
- 三丽鸥